# Chrysoderma alboluteum
Chrysoderma alboluteum är en svampart som beskrevs av Boidin & Gilles 1991. Chrysoderma alboluteum ingår i släktet Chrysoderma och familjen Meruliaceae.   Inga underarter finns listade i Catalogue of Life.